# Desa Tegallega (administrativ by i Indonesien, lat -7,15, long 106,71)
Desa Tegallega är en administrativ by i Indonesien.   Den ligger i provinsen Jawa Barat, i den västra delen av landet, 110 km söder om huvudstaden Jakarta.